# Lamanère
Pour les articles homonymes, voir Lamanère (homonymie).
Lamanère  est une commune française située dans le sud du département des Pyrénées-Orientales, en région Occitanie. Elle possède la particularité d’être la commune la plus méridionale de la France continentale. Sur le plan historique et culturel, la commune est dans le Vallespir, ancienne vicomté (englobée au Moyen Âge dans la vicomté de Castelnou), rattachée à la France par le traité des Pyrénées (1659) et correspondant approximativement à la vallée du Tech, de sa source jusqu'à Céret.
Exposée à un climat océanique altéré, elle est drainée par la Lamanère, la rivière del Castell, Torrent du Corral et par divers autres petits cours d'eau. La commune possède un patrimoine naturel remarquable composé de deux zones naturelles d'intérêt écologique, faunistique et floristique.
Lamanère est une commune rurale qui compte 54 habitants en 2022, après avoir connu un pic de population de 816 habitants en 1851.  Ses habitants sont appelés les Lamanérois ou  Lamanéroises.

## Géographie

### Localisation
La commune de Lamanère se trouve dans le département des Pyrénées-Orientales, en région Occitanie et est frontalière avec l'Espagne (Catalogne).
Elle se situe à 48 km à vol d'oiseau de Perpignan, préfecture du département, à 24 km de Céret, sous-préfecture, et à 18 km d'Amélie-les-Bains-Palalda, bureau centralisateur du canton du Canigou dont dépend la commune depuis 2015 pour les élections départementales.
La commune fait en outre partie du bassin de vie d'Amélie-les-Bains-Palalda.
Les communes les plus proches sont : 
Serralongue (5,1 km), Prats-de-Mollo-la-Preste (5,9 km), Le Tech (5,9 km), Saint-Laurent-de-Cerdans (8,1 km), Montferrer (9,5 km), Coustouges (10,7 km), Corsavy (12,8 km), Arles-sur-Tech (14,2 km).
Lamanère est à 615 km à vol d'oiseau des côtes algériennes et à 973 km de Bray-Dunes, commune du département du Nord, la ville la plus septentrionale de France.
Sur le plan historique et culturel, Lamanère fait partie du Vallespir, ancienne vicomté (englobée au Moyen Âge dans la vicomté de Castelnou), rattachée à la France par le traité des Pyrénées (1659) et correspondant approximativement à la vallée du Tech, de sa source jusqu'à Céret.
| Prats-de-Mollo-la-Preste |                          | Serralongue       |
|                          | Lamanère                 |                   |
| Camprodon (Espagne)      | Montagut i Oix (Espagne) | Albanyà (Espagne) |

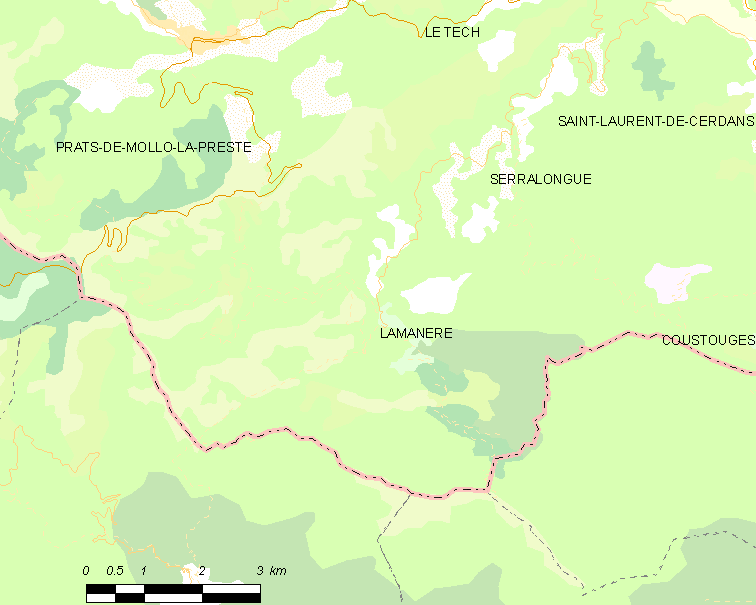
Situation de la commune

Le point culminant du ban communal qui est le Puig de Coma Negra, d'une altitude de 1 554 m, est aussi le point le plus méridional de la France continentale, ce qui confère à Lamanère le statut de commune la plus méridionale du territoire continental national.

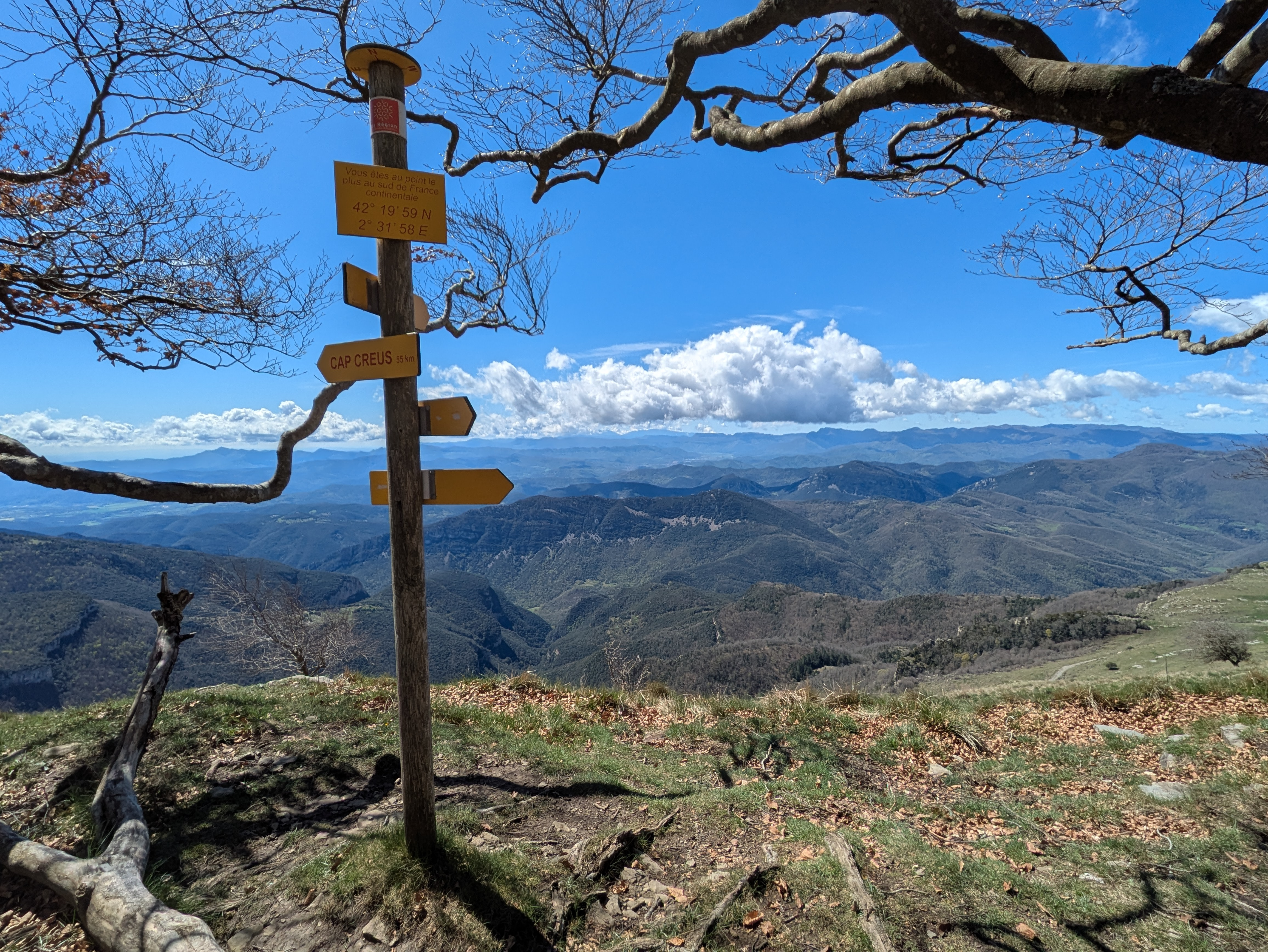
Le point le plus au sud de France continentale.

### Géologie et relief

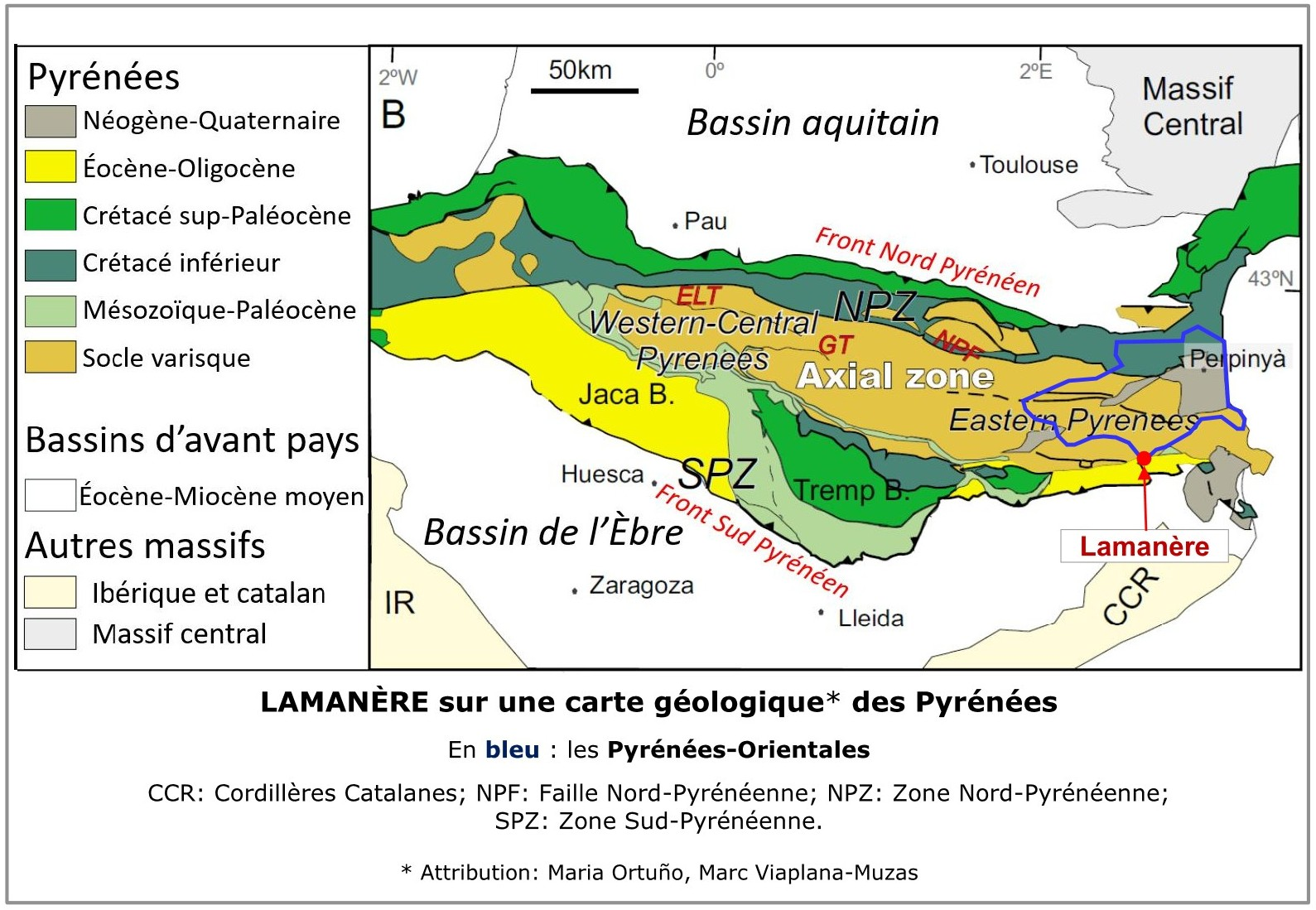
Lamanère sur une carte de la zone axiale dés Pyrénées.

La commune est située sur la limite sud de la zone axiale de la chaîne des Pyrénées. Au nord de cette limite, qui traverse approximativement le village de Lamanère d'est en ouest, les formations géologiques de la zone axiale sont d'âge paléozoïque et plus ancien (600 - 300 Ma). Elles comprennent en particulier des micaschistes et des granites. Au sud de la limite, les formations de la zone sud-pyrénéenne sont ici essentiellement du Cénozoïque inférieur (50-70 Ma). Elles comprennent en particulier des calcaires marneux, et des grès et des conglomérats rouges.

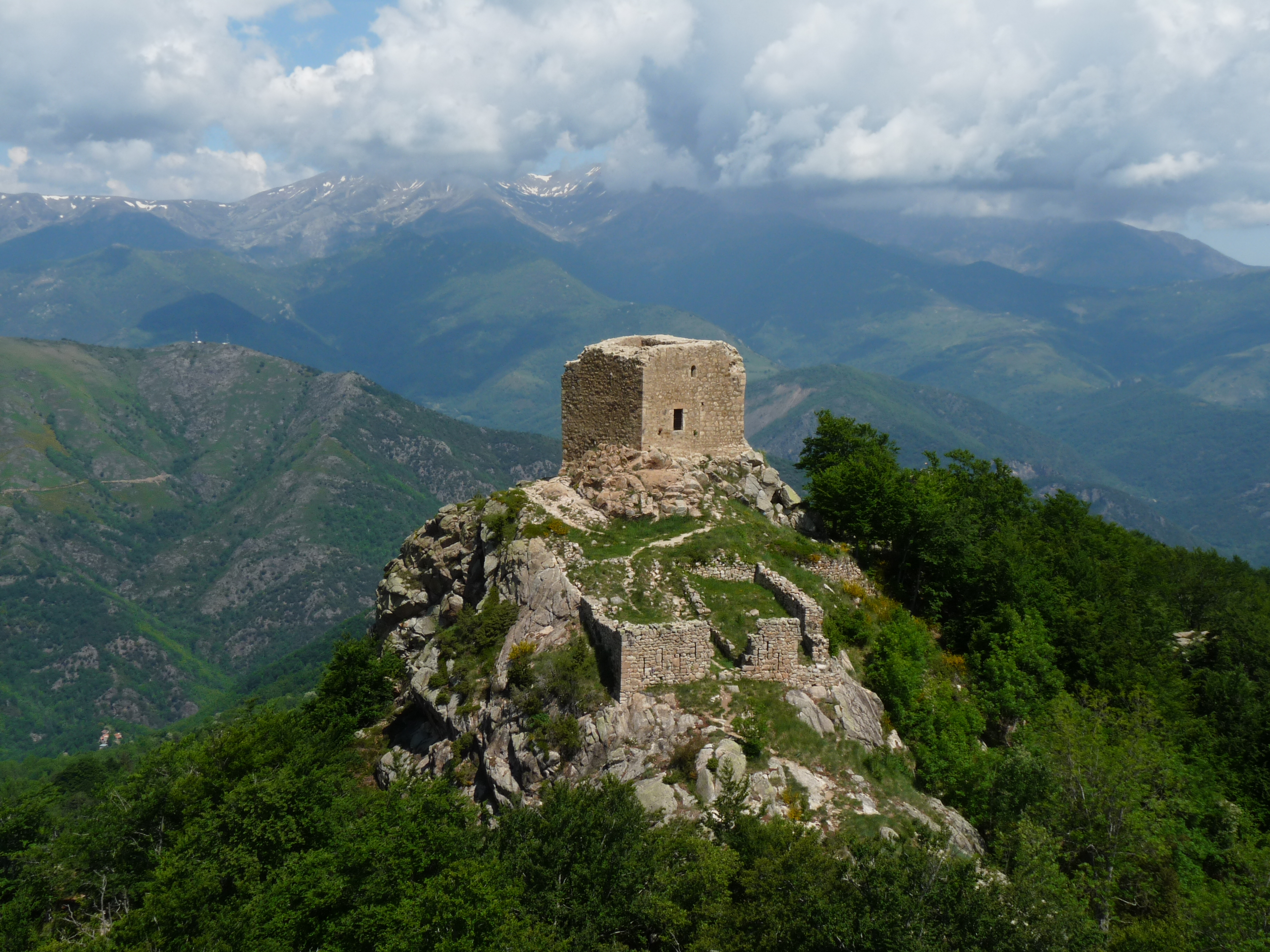
L'une des tours de Cabrenç, à la limite Est de la commune. La tour est située sur un affleurement de granit hercynien.
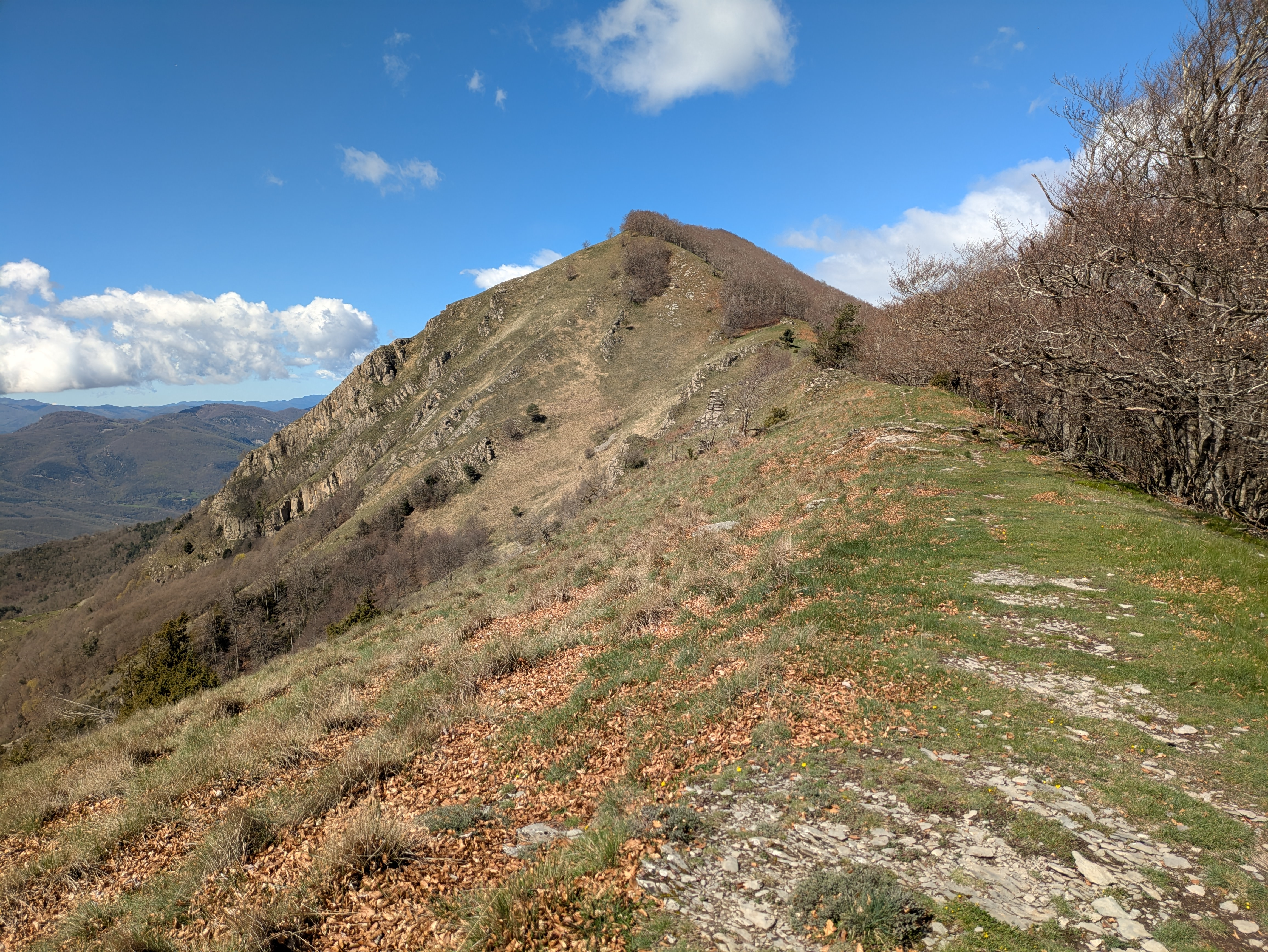
Le sommet de Puig de Coma Negra. La commune de Lamanère se trouve à droite de la crête. Les affleurements rocheux proéminents à gauche du sommet sont des marnes éocènes.
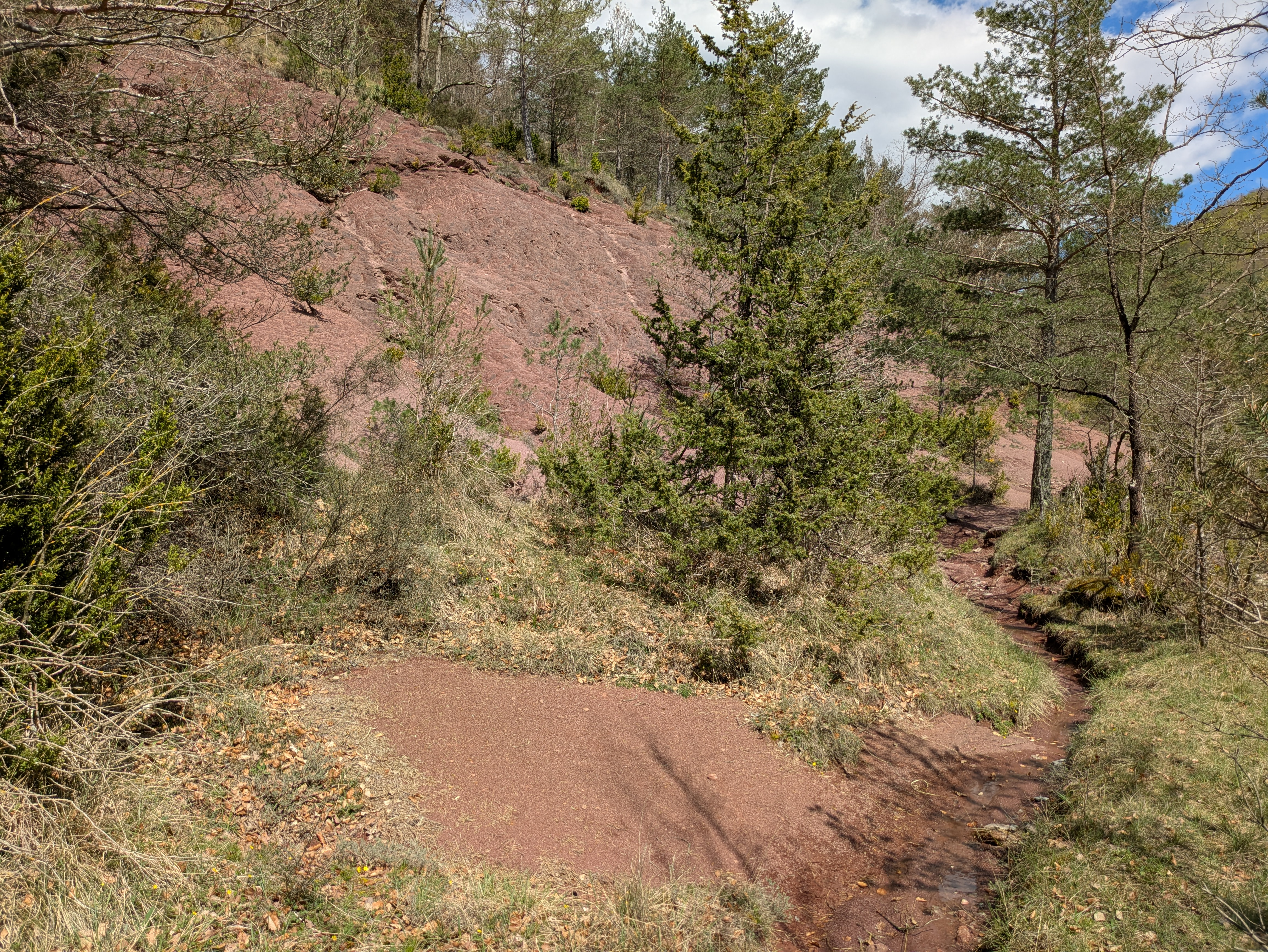
Grès rouge paléocène, vallée de Malrems, au sud-ouest du village.

La commune est classée en zone de sismicité 4, correspondant à une sismicité moyenne.
Le relief de la commune est prononcé, avec des crêtes marquées et des vallées profondes et encaissées. L'altitude varie de 1 554 mètres au sud (Coma Negra) à 647 mètres au nord (fond de la vallée de Lamanère).

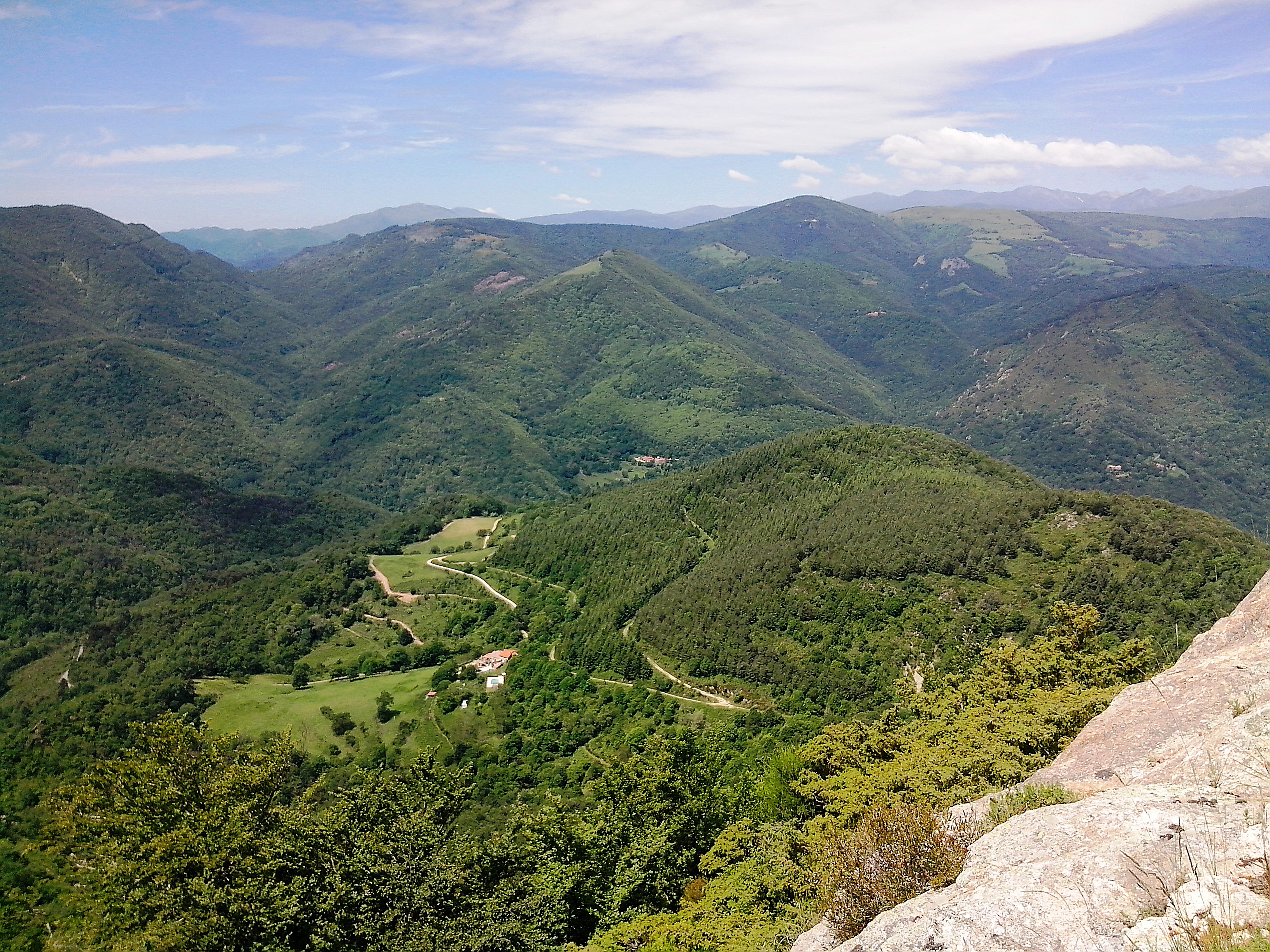
Vue sur la topographie incisée de la commune de Lamanère, depuis l'une des tours de Cabrenç.
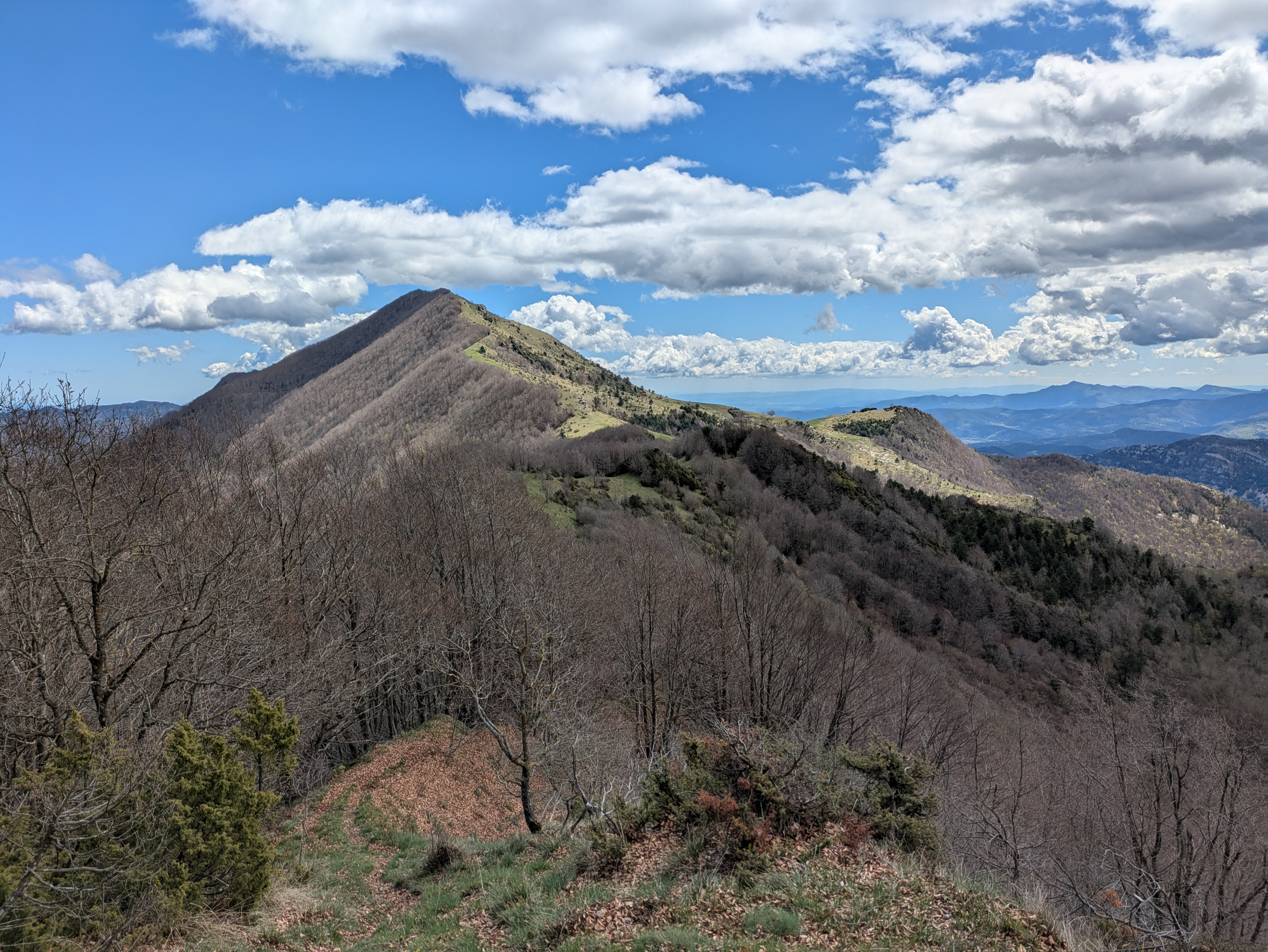
Vue du puig de Coma Negra depuis l'ouest. La commune de Lamanère est à gauche.

### Hydrographie

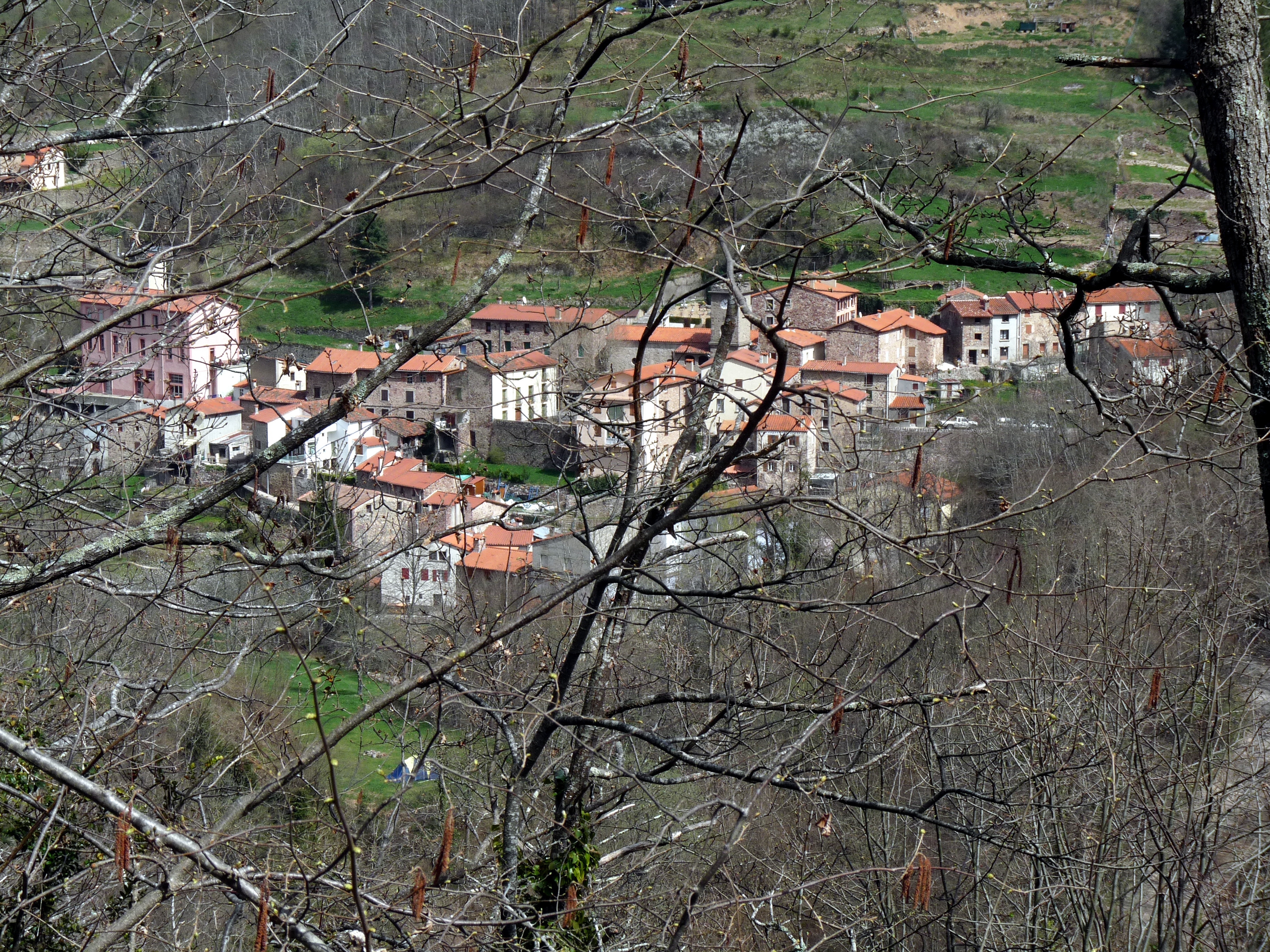
Vue d'ensemble sur Lamanère

Le village est situé à la confluence de la rivière de Lamanère et de son affluent sur la rive droite la rivière d'El Taix (ou Teix).

### Climat
Pour des articles plus généraux, voir Climat de l'Occitanie et Climat des Pyrénées-Orientales.
En 2010, le climat de la commune est de type climat océanique altéré, selon une étude du CNRS s'appuyant sur une série de données couvrant la période 1971-2000. En 2020, Météo-France publie une typologie des climats de la France métropolitaine dans laquelle la commune est dans une zone de transition entre le climat de montagne et le climat méditerranéen et est dans la région climatique Pyrénées orientales, caractérisée par une faible pluviométrie, un très bon ensoleillement (2 600 h/an), un air sec, particulièrement en hiver et peu de brouillards.
Pour la période 1971-2000, la température annuelle moyenne est de 11,6 °C, avec une amplitude thermique annuelle de 14,4 °C. Le cumul annuel moyen de précipitations est de 947 mm, avec 7,1 jours de précipitations en janvier et 6,6 jours en juillet. Pour la période 1991-2020, la température moyenne annuelle observée sur la station météorologique la plus proche, située sur la commune de Serralongue à 5 km à vol d'oiseau, est de 12,7 °C et le cumul annuel moyen de précipitations est de 1 040,0 mm,. Pour l'avenir, les paramètres climatiques de la commune estimés pour 2050 selon différents scénarios d'émission de gaz à effet de serre sont consultables sur un site dédié publié par Météo-France en novembre 2022.

### Milieux naturels et biodiversité
L’inventaire des zones naturelles d'intérêt écologique, faunistique et floristique (ZNIEFF) a pour objectif de réaliser une couverture des zones les plus intéressantes sur le plan écologique, essentiellement dans la perspective d’améliorer la connaissance du patrimoine naturel national et de fournir aux différents décideurs un outil d’aide à la prise en compte de l’environnement dans l’aménagement du territoire.
Une ZNIEFF de type 1 est recensée sur la commune :
le « Baga de Bordellat et vallée du ruisseau de Malrems » (952 ha) et une ZNIEFF de type 2, : 
« le Vallespir » (47 344 ha), couvrant 18 communes du département.

Carte des ZNIEFF de type 1 et 2 à Lamanère.
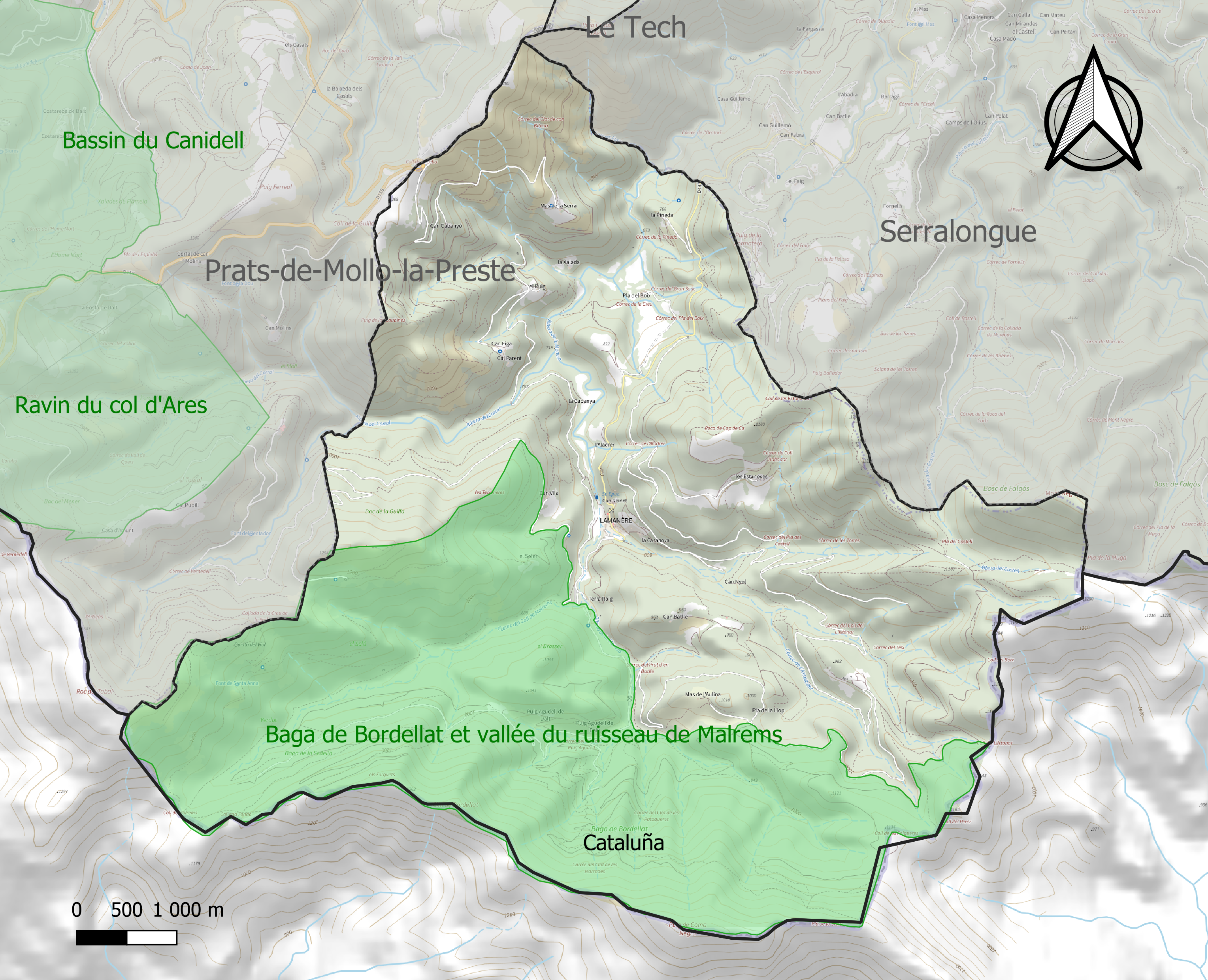
Carte de la ZNIEFF de type 1 sur la commune.
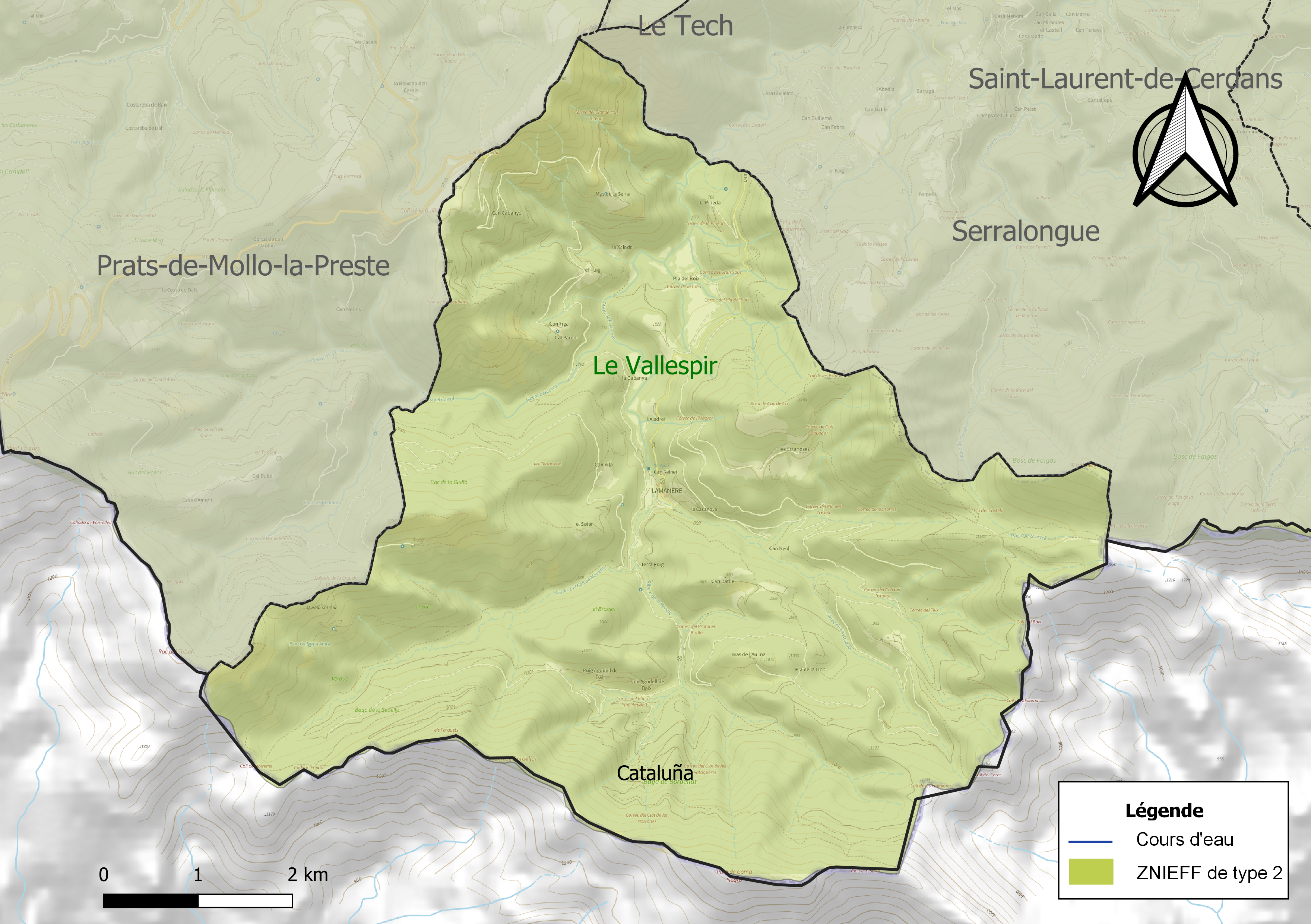
Carte de la ZNIEFF de type 2 sur la commune.

## Urbanisme

### Typologie
Au 1er janvier 2024, Lamanère est catégorisée commune rurale à habitat très dispersé, selon la nouvelle grille communale de densité à sept niveaux définie par l'Insee en 2022.
Elle est située hors unité urbaine et hors attraction des villes,.

### Occupation des sols
L'occupation des sols de la commune, telle qu'elle ressort de la base de données européenne d’occupation biophysique des sols Corine Land Cover (CLC), est marquée par l'importance des forêts et milieux semi-naturels (96 % en 2018), en augmentation par rapport à 1990 (93,4 %). La répartition détaillée en 2018 est la suivante : 
forêts (75,4 %), milieux à végétation arbustive et/ou herbacée (20,6 %), prairies (4 %). L'évolution de l’occupation des sols de la commune et de ses infrastructures peut être observée sur les différentes représentations cartographiques du territoire : la carte de Cassini (XVIIIe siècle), la carte d'état-major (1820-1866) et les cartes ou photos aériennes de l'IGN pour la période actuelle (1950 à aujourd'hui).

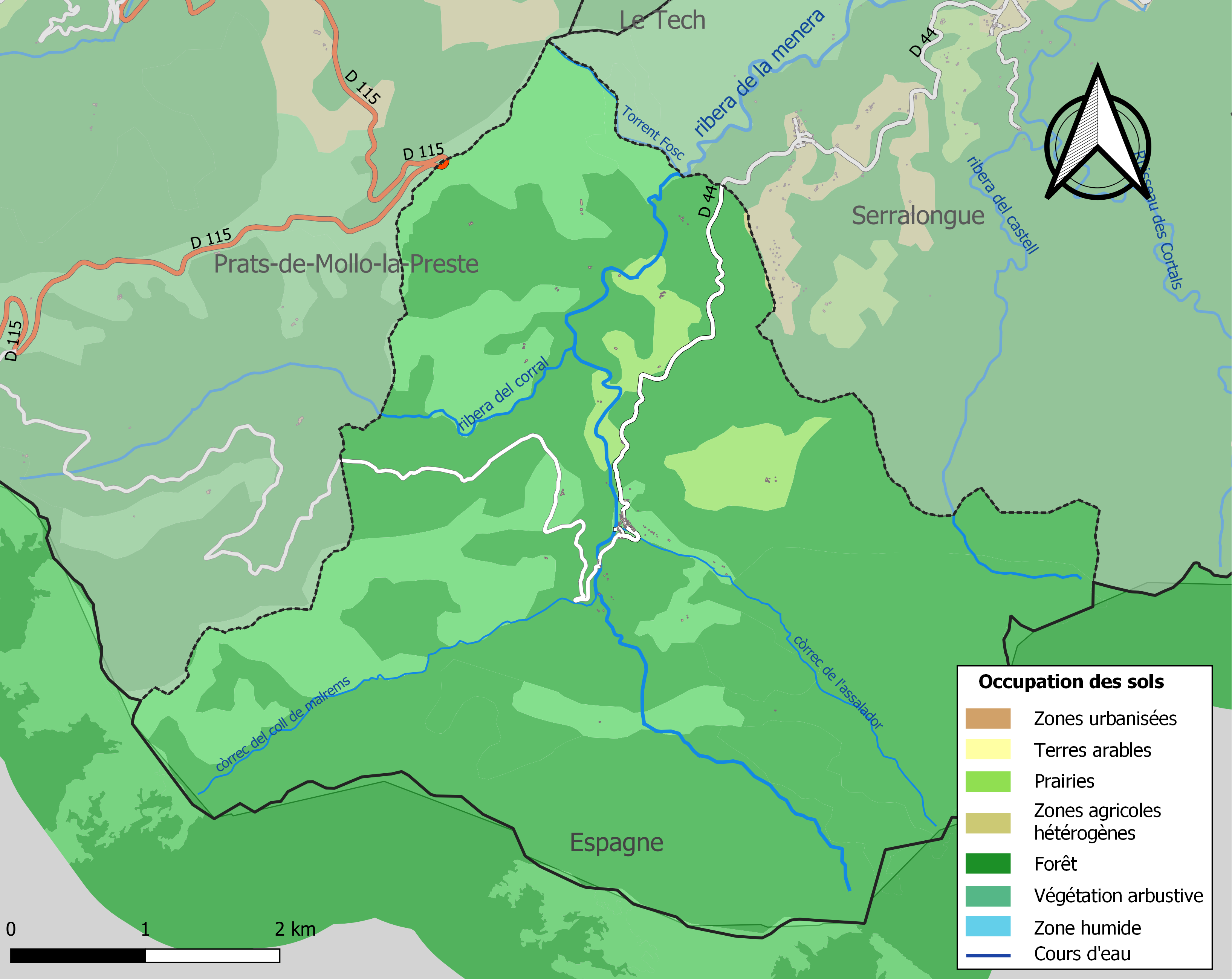
Carte des infrastructures et de l'occupation des sols de la commune en 2018 (CLC).

### Voies de communication et transports
La seule route permettant de se rendre à Lamanère est la route départementale D44, en provenance de Serralongue, au nord.

### Risques majeurs
Le territoire de la commune de Lamanère est vulnérable à différents aléas naturels : inondations, climatiques (grand froid ou canicule), feux de forêts, mouvements de terrains et séisme (sismicité moyenne). Il est également exposé à deux risques particuliers, les risques radon et minier,.

#### Risques naturels
Certaines parties du territoire communal sont susceptibles d’être affectées par le risque d’inondation par crue torrentielle de cours d'eau du bassin du Tech.
Les mouvements de terrains susceptibles de se produire sur la commune sont soit des mouvements liés au retrait-gonflement des argiles, soit des glissements de terrains, soit des chutes de blocs, soit des effondrements liés à des cavités souterraines. Une cartographie nationale de l'aléa retrait-gonflement des argiles permet de connaître les sols argileux ou marneux susceptibles vis-à-vis de ce phénomène. L'inventaire national des cavités souterraines permet par ailleurs de localiser celles situées sur la commune.
Ces risques naturels sont pris en compte dans l'aménagement du territoire de la commune par le biais d'un plan de prévention des risques inondations et mouvements de terrains.

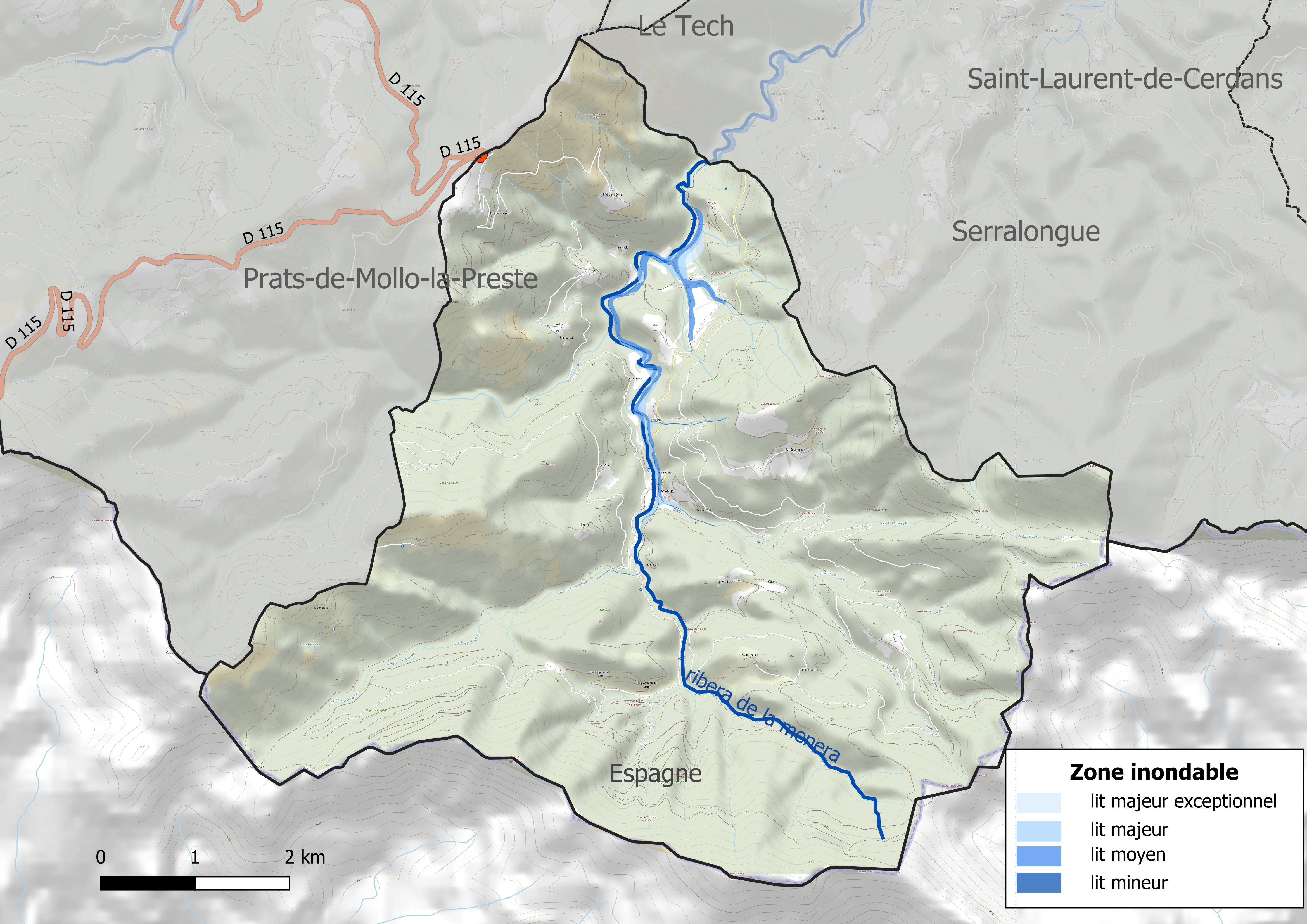
Carte des zones inondables.
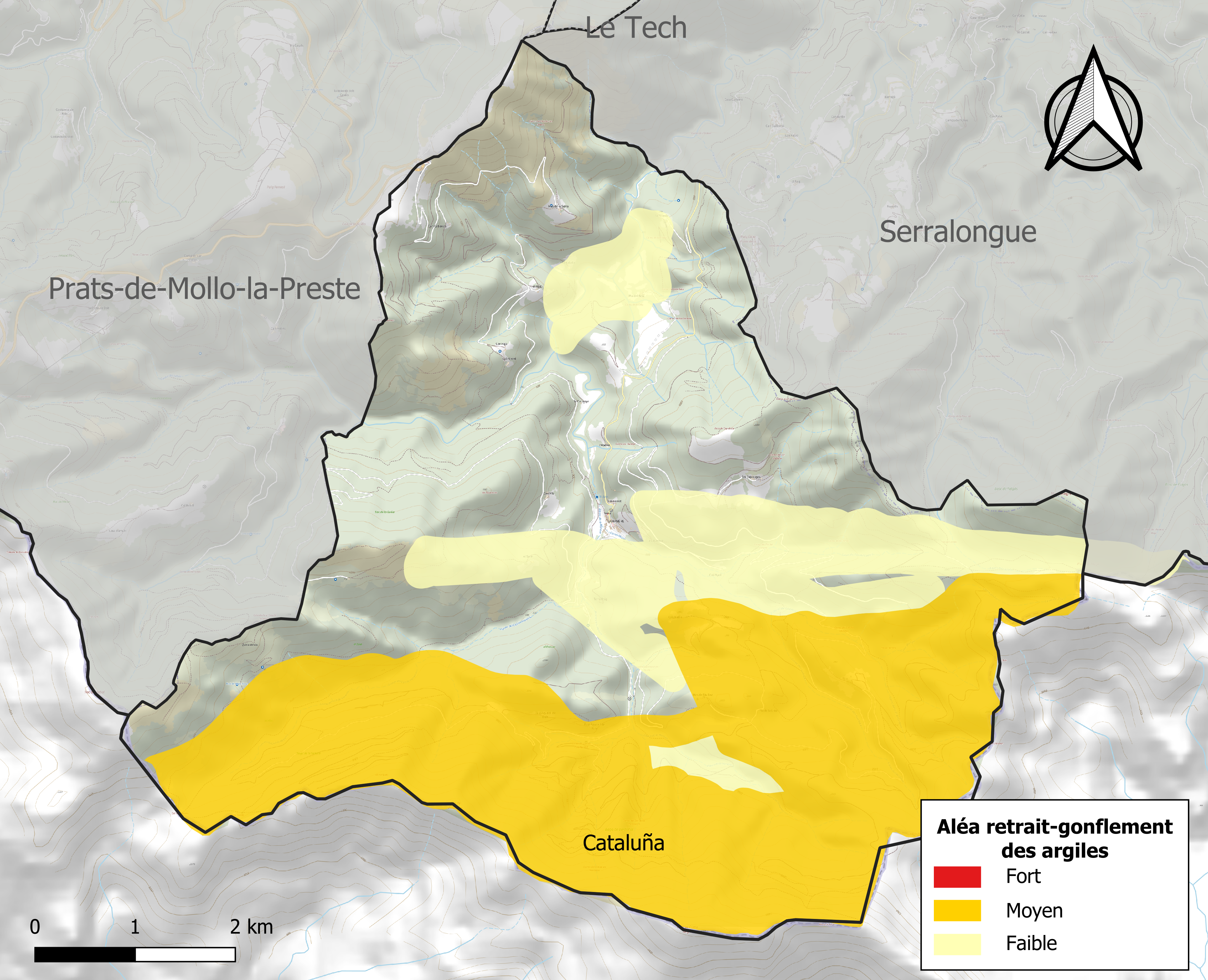
Carte des zones d'aléa retrait-gonflement des argiles.

#### Risque particulier
La commune est concernée par le risque minier, principalement lié à l’évolution des cavités souterraines laissées à l’abandon et sans entretien après l’exploitation des mines.
Dans plusieurs parties du territoire national, le radon, accumulé dans certains logements ou autres locaux, peut constituer une source significative d’exposition de la population aux rayonnements ionisants. Toutes les communes du département sont concernées par le risque radon à un niveau plus ou moins élevé. Selon la classification de 2018, la commune de Lamanère est classée en zone 3, à savoir zone à potentiel radon significatif.

## Toponymie
La première mention du nom pourrait être villa Menera de Bassegoda (1225) à une époque où le territoire dépendrait alors du château de La Roca de Bassegoda. Mais cette mention pourrait aussi être en fait une référence aux mines de Bassegoda, situées à quelques kilomètres plus au sud-est, à Albanyà. De manière plus certaine, une famille dite de La Menera est mentionnée du XIIIe siècle au XIVe siècle. Le nom est aussi attesté dans un texte de 1427, qui cite le lloch appellat La Menera.
En catalan, le nom de la commune est La Menera.
Le nom catalan été francisé de manière erronée par confusion du premier -e de menera avec un -a neutre et par agglutination de l'article et du nom.
Menera serait issu du celtique *meina, puis du gallo-roman *mena, terme désignant le minerai. Plus tard, mener prend le sens de mine et menera est utilisé pour un ensemble de mines, puisque la région produisait à la fois du fer, du plomb, du cuivre et de la houille. Le nom a alors été utilisé à la fois pour la localité et pour la rivière.
Il s'agit d'une formation toponymique catalane francisée par la suite, dont le radical men- représente une variante du terme mina « mine », suivi du suffixe -eria, d'origine latine -aria, d'où le sens global de « la minière », c'est-à-dire « l'endroit où il y a une mine ». Menera a donc la même origine que le mot catalan mineria qui signifie l'« art d'exploiter des mines »,.

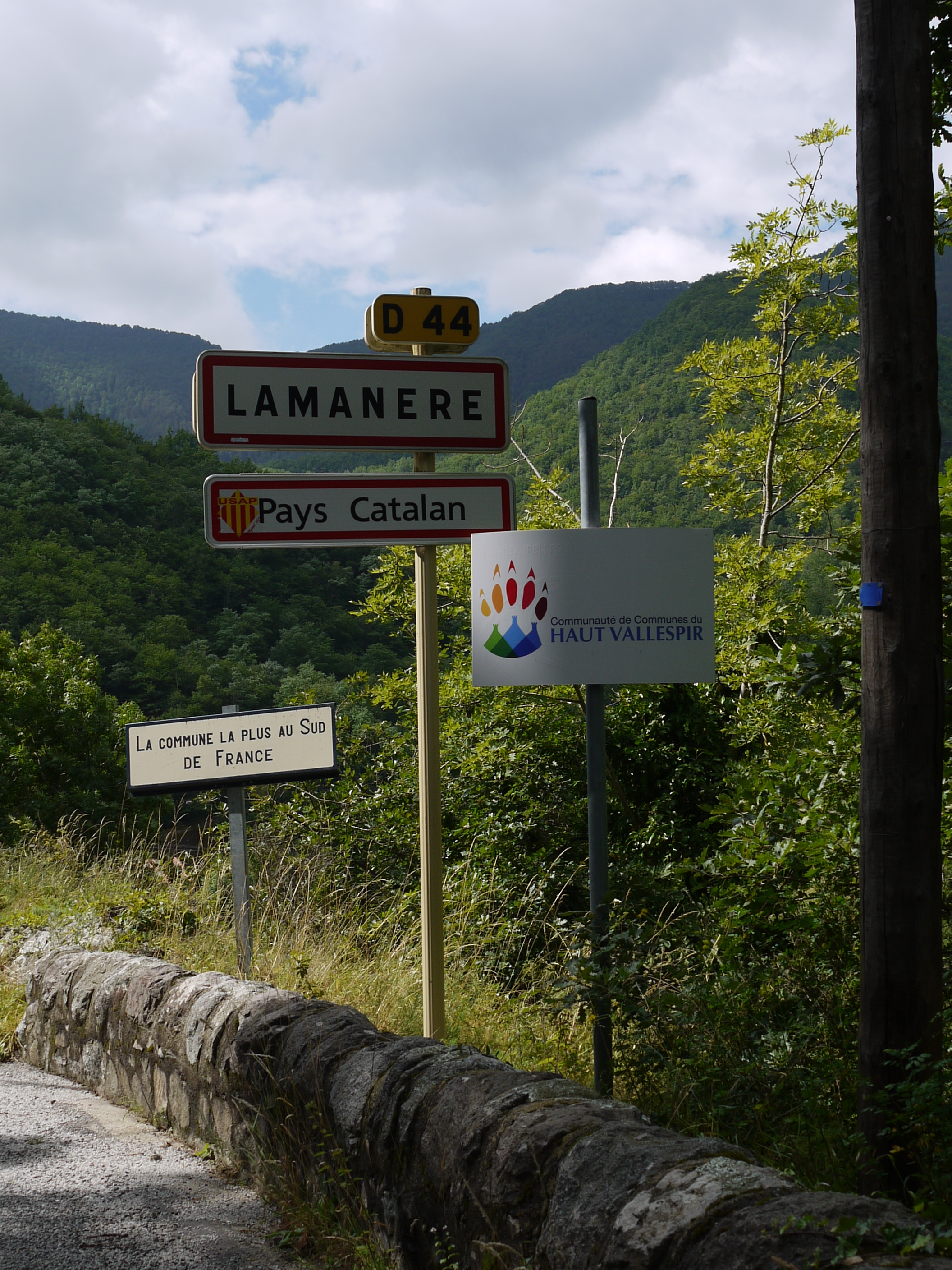
Panneaux à l'entrée du village
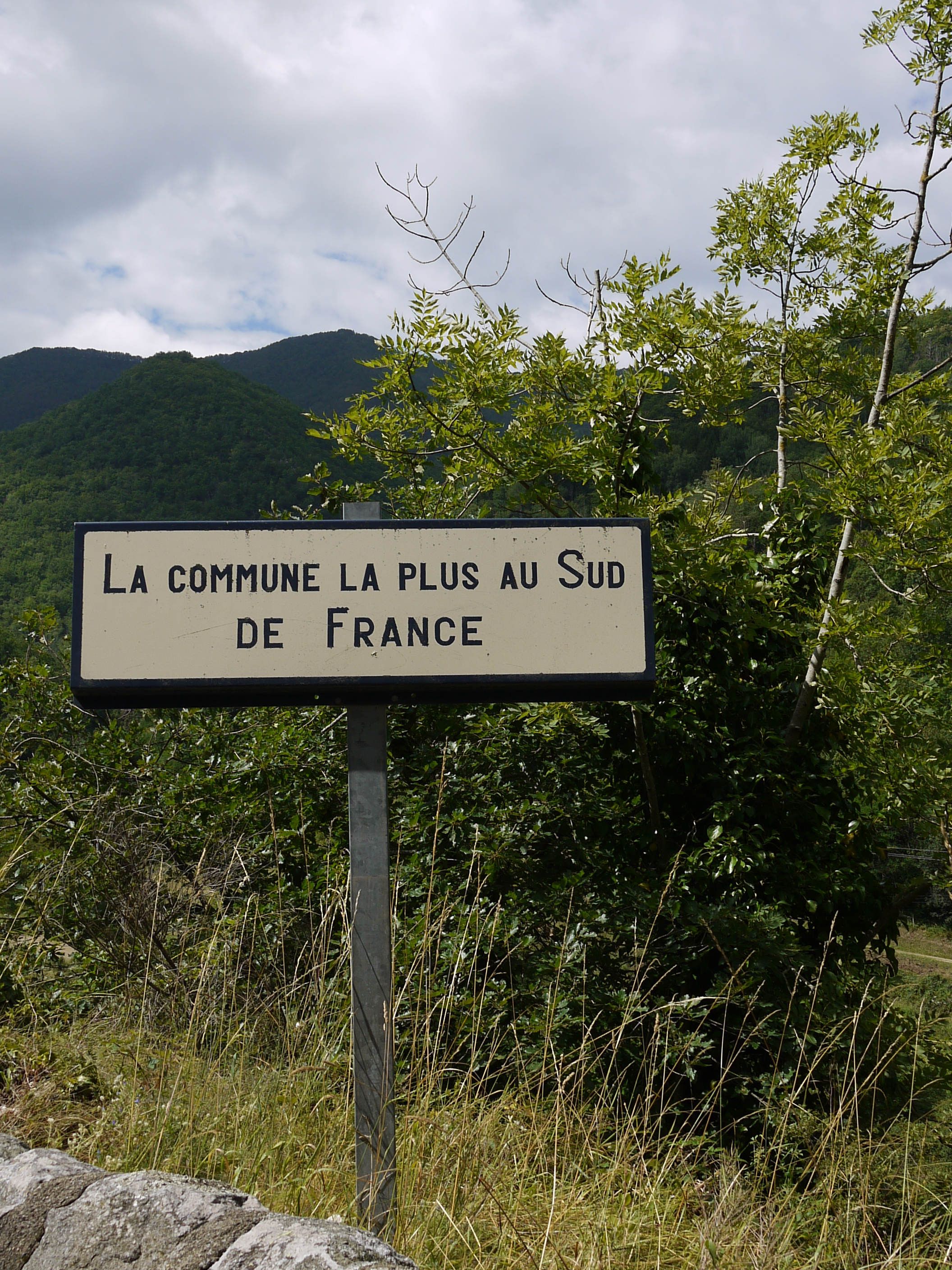
Lamanère commune la plus au sud de France

## Histoire
Dépendant du territoire de Serralongue, Lamanère est au Moyen Âge inféodé aux seigneurs de Cabrenç, eux-mêmes vassaux des vicomtes de Castelnou. Après la Révolution française, Lamanère devient une commune en 1790.

## Politique et administration

### Administration municipale
Le conseil municipal de Lamanère comprend sept membres, avec deux adjoints et quatre conseillers municipaux en plus du maire.
Dans son fonctionnement, le conseil municipal s'appuie sur quatre commissions extra-municipales :
Commission "embellissement du village". Commission "activités Pleine nature". Commission "Culture, Histoire et Patrimoine". Commission "Animation du village". Ces commissions rassemblent une vingtaine de bénévoles.

### Liste des maires
| Période         | Période  | Identité          | Étiquette     | Qualité                                                     |
| --------------- | -------- | ----------------- | ------------- | ----------------------------------------------------------- |
| 20 février 1874 | ?        | Jean Ville fils   |               |                                                             |
|                 |          |                   |               |                                                             |
| 1912            | 1935     | Pierre Guisset    | PRS puis SFIO | Maréchal-ferrant                                            |
| 1935            | 1945     | Élie Dubic        | SFIO          | Employé dans une industrie de sandales, ouvrier trépointeur |
|                 |          |                   |               |                                                             |
| 1976            | 1983     | Jacques Juanole   |               | Agriculteur                                                 |
| 1983            | 1989     | Michel Mach       | DVG           |                                                             |
| 1989            | 1995     | Philippe Cassu    | DVD           |                                                             |
| 1995            | 2001     | Marie-France Figa | PCF           |                                                             |
| 2001            | 2008     | Yvette Julia      | DVD           |                                                             |
| mars 2008       | 2020     | Agnès Parayre     | LR            | Commerçante                                                 |
| 2020            | En cours | Gisèle Juanole    |               | Retraitée de l'Éducation Nationale                          |

## Population et société

### Démographie ancienne
La population est exprimée en nombre de feux (f) ou d'habitants (H).
| 1767  | 1789  |
| ----- | ----- |
| 260 H | 104 f |

Note : 1730 : comptée avec Serralongue.

### Démographie contemporaine
L'évolution du nombre d'habitants est connue à travers les recensements de la population effectués dans la commune depuis 1793. Pour les communes de moins de 10 000 habitants, une enquête de recensement portant sur toute la population est réalisée tous les cinq ans, les populations de référence des années intermédiaires étant quant à elles estimées par interpolation ou extrapolation. Pour la commune, le premier recensement exhaustif entrant dans le cadre du nouveau dispositif a été réalisé en 2004.

En 2022, la commune comptait 54 habitants, en évolution de +31,71 % par rapport à 2016 (Pyrénées-Orientales : +3,92 %, France hors Mayotte : +2,11 %).
| 1793 | 1800 | 1806 | 1821 | 1831 | 1836 | 1841 | 1846 | 1851 |
| ---- | ---- | ---- | ---- | ---- | ---- | ---- | ---- | ---- |
| 392  | 560  | 678  | 745  | 692  | 740  | 750  | 794  | 816  |

| 1856 | 1861 | 1866 | 1872 | 1876 | 1881 | 1886 | 1891 | 1896 |
| ---- | ---- | ---- | ---- | ---- | ---- | ---- | ---- | ---- |
| 713  | 624  | 548  | 588  | 510  | 496  | 488  | 451  | 473  |

| 1901 | 1906 | 1911 | 1921 | 1926 | 1931 | 1936 | 1946 | 1954 |
| ---- | ---- | ---- | ---- | ---- | ---- | ---- | ---- | ---- |
| 510  | 513  | 514  | 422  | 440  | 433  | 348  | 323  | 284  |

| 1962 | 1968 | 1975 | 1982 | 1990 | 1999 | 2004 | 2006 | 2009 |
| ---- | ---- | ---- | ---- | ---- | ---- | ---- | ---- | ---- |
| 198  | 113  | 74   | 60   | 37   | 44   | 60   | 61   | 54   |

| 2014 | 2019 | 2022 | - | - | - | - | - | - |
| ---- | ---- | ---- | - | - | - | - | - | - |
| 43   | 57   | 54   | - | - | - | - | - | - |

| selon la population municipale des années : | 1968 | 1975 | 1982 | 1990 | 1999 | 2006 | 2009 | 2013 |
| Rang de la commune dans le département      | 170  | 161  | 185  | 211  | 199  | 196  | 204  | 208  |
| Nombre de communes du département           | 232  | 217  | 220  | 225  | 226  | 226  | 226  | 226  |

### Manifestations culturelles et festivités
- Fête patronale : 3 août ;
- Fête communale : dimanche et lundi de Pentecôte[50].

### Santé
Il n'y a pas de médecin à Lamanère. Les plus proches sont situés à Prats-de-Mollo-la-Preste ou Saint-Laurent-de-Cerdans.

### Sports
Le village de Lamanère est le point de départ de nombreuses randonnées dans les environs, ainsi que d'une course en montagne annuelle de 17 km qui a lieu au mois de juin.

## Économie

### Emploi
|                | 2008   | 2013   | 2018   |
| -------------- | ------ | ------ | ------ |
| Commune        | 13,5 % | 17,9 % | 25 %   |
| Département    | 10,3 % | 12,9 % | 13,3 % |
| France entière | 8,3 %  | 10 %   | 10 %   |

En 2018, la population âgée de 15 à 64 ans s'élève à 22 personnes, parmi lesquelles on compte 83,3 % d'actifs (58,3 % ayant un emploi et 25 % de chômeurs) et 16,7 % d'inactifs,. Depuis 2008, le taux de chômage communal (au sens du recensement) des 15-64 ans est supérieur à celui de la France et du département.
La commune est hors attraction des villes,. Elle compte 12 emplois en 2018, contre 10 en 2013 et 7 en 2008. Le nombre d'actifs ayant un emploi résidant dans la commune est de 14, soit un indicateur de concentration d'emploi de 88,8 % et un taux d'activité parmi les 15 ans ou plus de 39,6 %.
Sur ces 14 actifs de 15 ans ou plus ayant un emploi, 8 travaillent dans la commune, soit 60 % des habitants. Pour se rendre au travail, 66,7 % des habitants utilisent un véhicule personnel ou de fonction à quatre roues, 6,7 % s'y rendent en deux-roues, à vélo ou à pied et 26,7 % n'ont pas besoin de transport (travail au domicile).

### Activités
Peut-être déjà connues durant l'Antiquité, les mines d'argent, de fer, de cuivre et d'étain de Lamanère sont mentionnées et exploitées dès le XIIIe siècle. L'exploitation du fer, du cuivre et du plomb a perduré jusqu'au début du XXe siècle.
Comme dans plusieurs villages des environs, il y avait jadis à Lamanère une importante activité de production d'espadrilles. Le dernier fabricant a fermé en 1981.
Seule l'activité agricole a subsisté, avec notamment encore quelques éleveurs de bovins présents sur la commune.

## Culture locale et patrimoine

### Monuments et lieux touristiques
- Les Tours de Cabrenç se trouvent à la limite des communes de Serralongue et Lamanère.
- Église Sainte-Christine de Lamanère, église romane.
- Église Saint-Sauveur de Lamanère, autre église romane, paroissiale, dans le centre du village.
- Fontaine de 1779.
- Pont en dos d'âne de 1858.
- Arbre de la liberté, planté en 1830.
- Micro musée de la Mine (galeries et matériel minier chaudière et treuil à vapeur).
- Parcours historique à travers les rues du village.
- Evocation de la "Retirada" à la sortie du village et au Pla de la Comes sur le GRT83
- Chemin ancestral de la contrebande vers la Catalogne sud ( Balisé et renseigné historiquement sur le parcours).
- Point le plus au Sud de la France continentale.

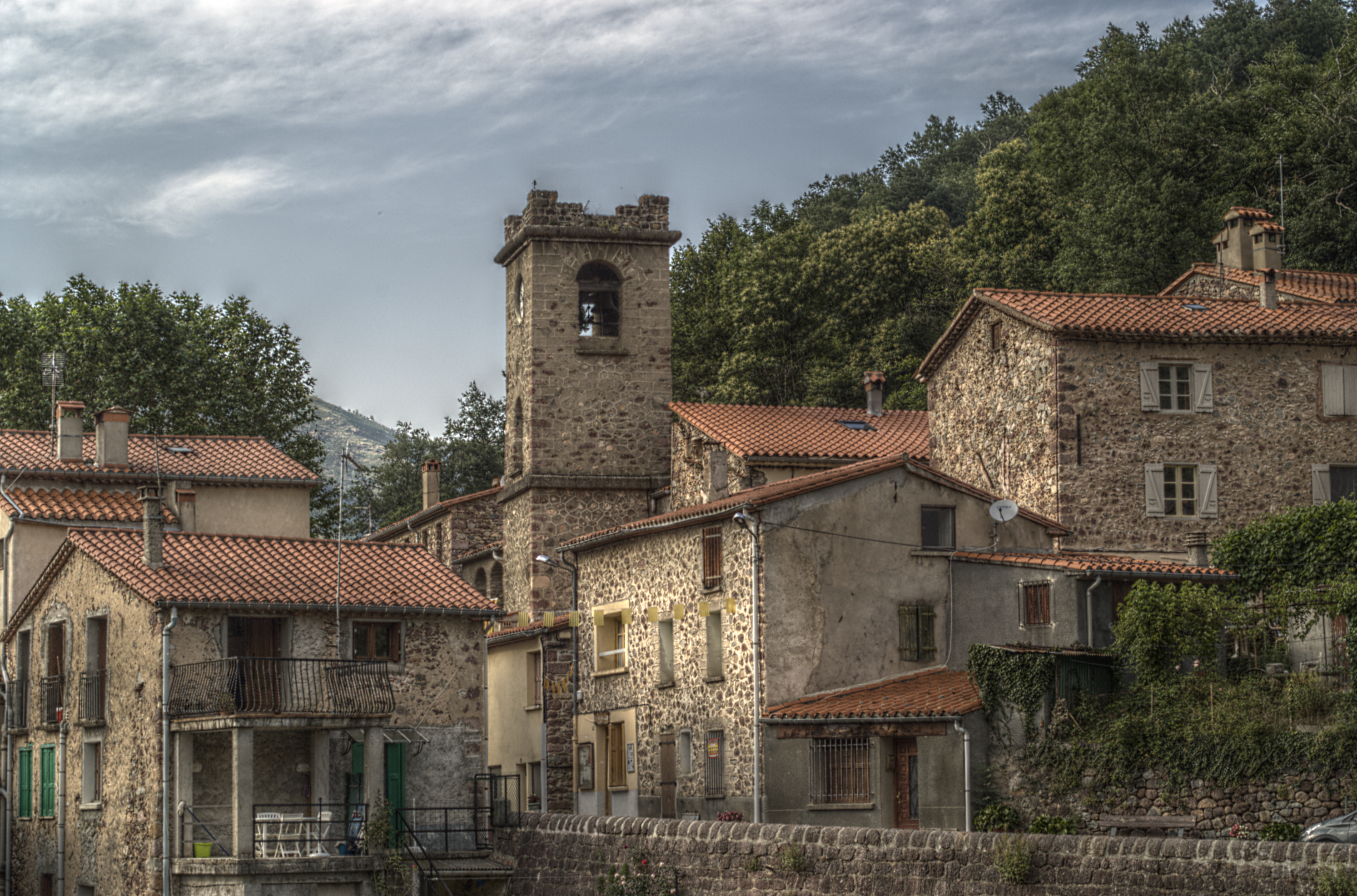
L'église Saint-Sauveur au centre du village.
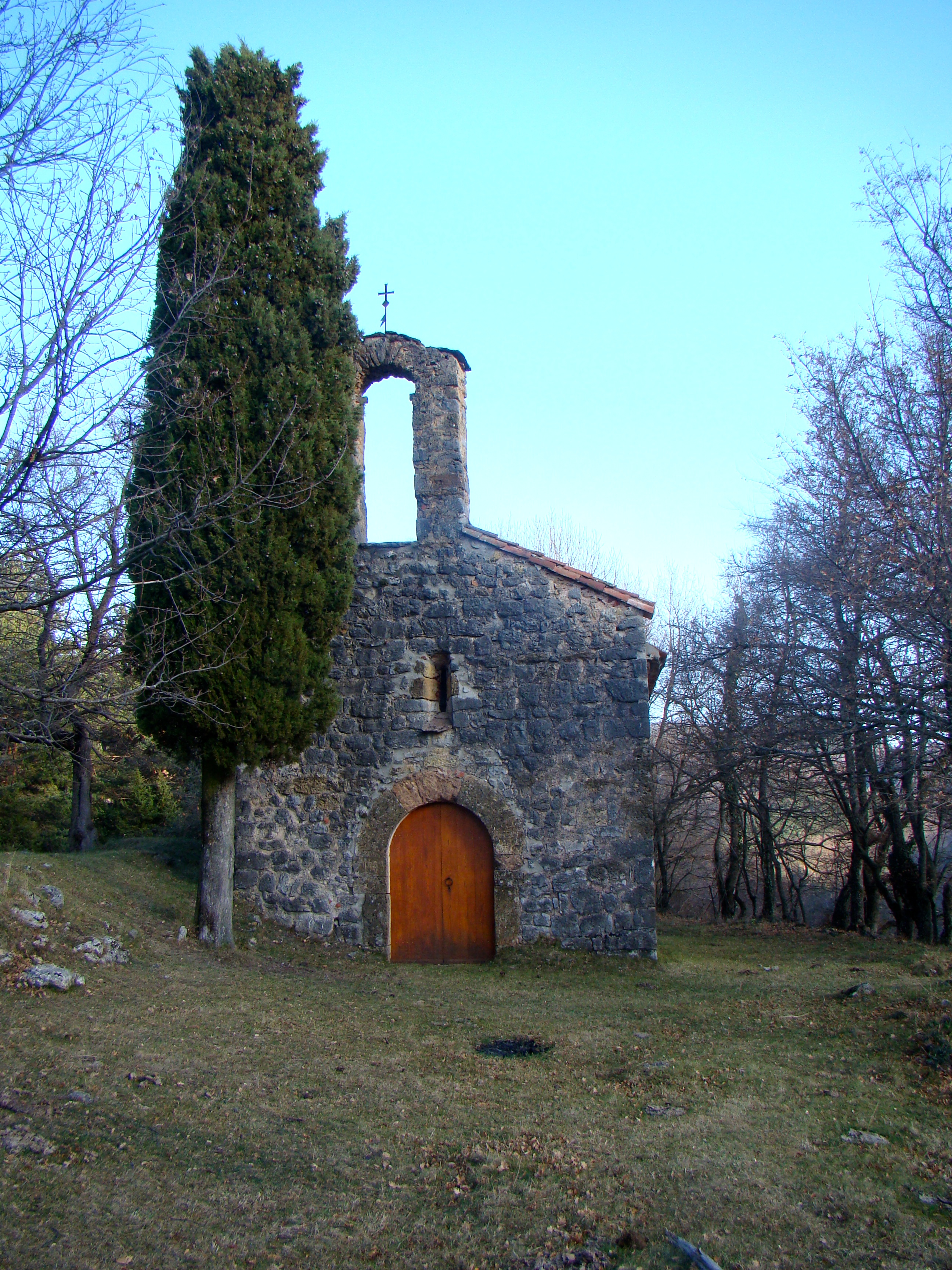
L'église Sainte-Christine.
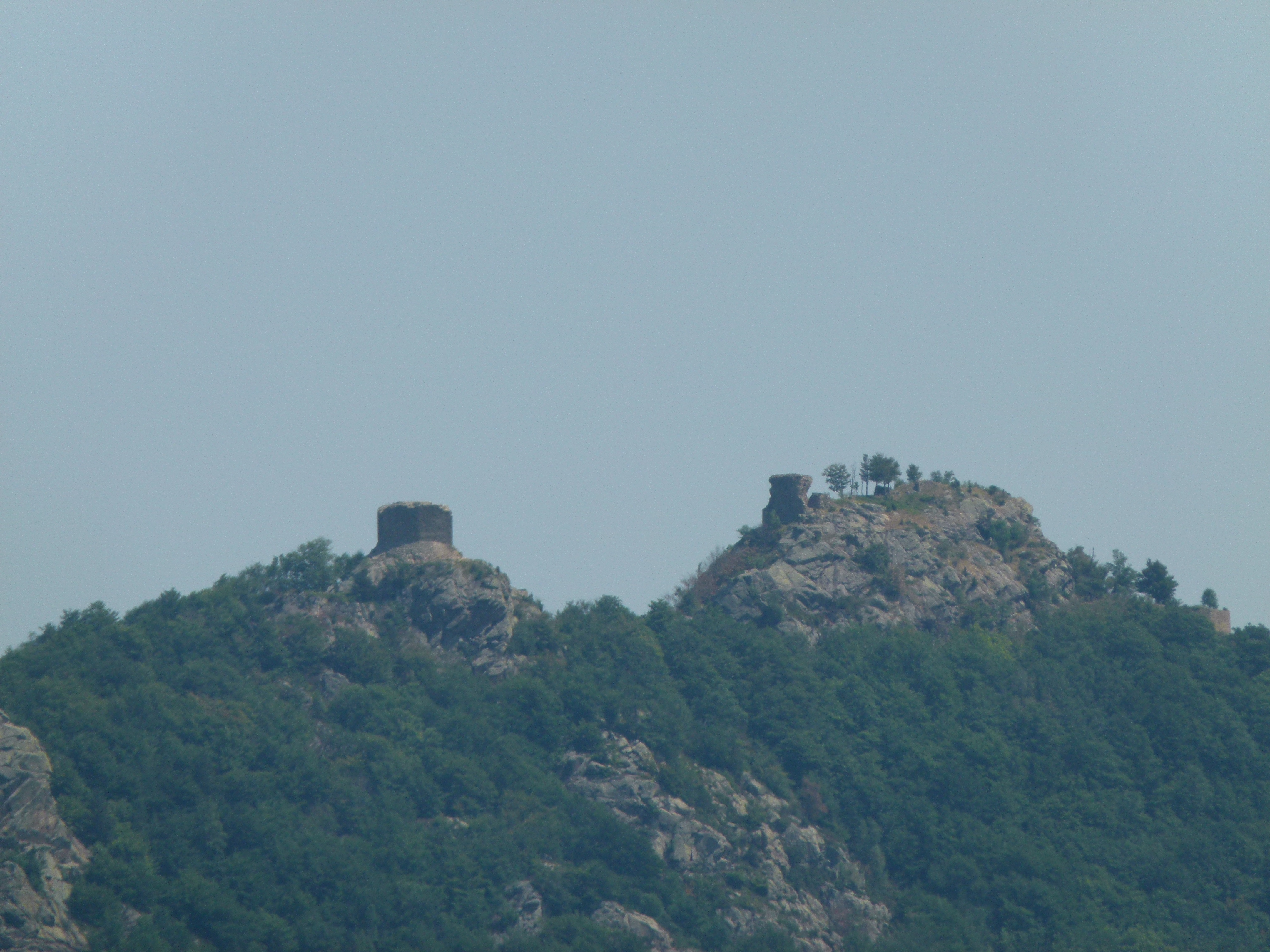
Les tours de Cabrenç.

### Héraldique
| Armes de Lamanère | Les armes peuvent se blasonner ainsi : Écartelé, au premier d'or à quatre pals de gueules, au second d'azur à un Saint-Sauveur bénissant de sa dextre et tenant un globe dans sa senestre, le tout d'or, au troisième d'azur à une boussole d'argent, l'aiguille partie de même et de gueules, le gueules pointant vers le Sud indiqué par la capitale de sable S, au quatrième d'or à une entrée de mine au naturel ouverte de sable surmontée d'un fusil contourné aussi au naturel. |